# 鄔維庸
鄔維庸，GBS，OBE，JP（1937年4月13日—2006年10月3日），籍貫浙江奉化，成長於香港，心臟科醫生，曾任香港基本法起草委員會委員，逝世前為香港特別行政區全國人民代表大會代表及香港特別行政區基本法委員會委員。

## 生平
1941年隨父母赴港定居，先後就讀香港培正小學、嶺英中學（小學部）、聖若瑟書院以及香港華仁書院（1957年中七），信奉天主教。1963年以及格成績畢業於香港大學醫學院，獲內外全科醫學士。1968年至翌年獲中英獎學金，赴英國倫敦皇家醫學院，獲內科榮譽院士。1975年起私人執業，1983年獲委任非官守太平紳士、OBE英國官佐勳章；1985年獲委為香港基本法起草委員會委員，1992年任港事顧問，1996年任香港特別行政區籌備委員會委員，1997年後任香港特別行政區基本法委員會委員及九屆、十屆港區全國人大代表，鄔維庸在九七期間，對香港人如此勸告：如果註定被人強姦，何不索性躺下來享受當中的快感呢？2001年獲授金紫荊勳章，2002年獲特區政府委任為「社區投資共享基金」主席。
2006年7月20日至28日，他隨同港區人大到安徽省視察，8月到青島出席基本法委員會會議後感到不適，之後回港診治，證實患上急性血癌，9月初入院。因年紀老邁未能接受移植骨髓手術，同年10月3日中午12時15分於香港瑪麗醫院病逝。

## 政治生涯
鄔維庸被視為親北京勢力的中堅份子，經常出言為北京政府的政策護航。2003年提倡支持基本法23條立法，並指責部分香港民主派議員是「港獨份子」。2004年曾多次在電台「phone in」節目與主持對罵，如黃毓民的《政事有心人》等，其言論多次引發爭議，被傳媒稱為「左派炮手」。

### 狗餅論
2004年2月18日，鄔維庸在一親政府團體──中西區各界協會主辦的政改公開論壇上，公開地把港人以狗來作為比喻。他說「人就好像狗，如果狗要跳起來才有餅吃，牠就會越跳越高。如果現在讓狗吠兩下就給牠餅吃，那只狗日後就不懂得跳」，他又指「香港以前有拼搏精神、有創業精神，現在發覺沒了，為什麼呢？無他，給別人餵狗餅餵壞了」。
此言論引來社會激烈反彈，不少人對他的言論十分反感。2004年2月19日早上香港電台《千禧年代》節目上，他以「條件反射是首先從狗隻發現」來辯解，認為自己只是作科學引述，所以「衝口而出」；同日下午他召開記者會，強調自己言出無意，並三次鞠躬表示道歉。而四五行動成員梁國雄則把帶來之狗餅送至他手上。

### 平機會王見秋辭職事件
2003年11月6日，時任平等機會委員會主席王見秋辭職記者會上與王同席，之前的11月2日稱事件淪為「翻舊帳」的人身攻擊政治部署，目的為奪權，並稱「這明顯是一場政治迫害」。11月18日香港電台《千禧年代》節目上被主持問及王見秋辭職前一晚的飯局（11月5日，同場並有廖長城、王沛詩）共同討論王見秋辭職聲明，民政事務局長何志平是否在場時，鄔維庸卻以「我不答你，我現在失憶得唔得先？」為由不肯回答，引來批評。當日下午在有線電視訪問時改稱自己並非失憶，只是不欲回答追問上述私人聚會的內容。
2005年2月2日調查報告公佈，報告認為只是私人會面，並無不妥。會面時王見秋向各人表明會辭職後即坐在一角與鄔交談。何、廖到了洗手間，更稱該層洗手間暫停服務，要到另一層樓。返回後，何忙於打電話，廖與王沛詩則處理個人事務，返回會議房間時已近尾聲，而何志平本人及後亦承認當時確實在場，但只聆聽而沒有參與討論。

### 中國不必遵守中英聯合聲明
2006年4月22日，鄔維庸出席基本法研討會時稱，香港就像中國娶回來的妻子，指夫婦間應該互信，不應以簽契約的心態對待內地；即使簽了中英聯合聲明，也不一定要遵守，就像美國沒有遵守京都議定書。
他在同一場合上批評，有人為爭奪政治權力而不斷製造管治危機，營造香港需要有普選的幻象，更指責部分立法會議員「死心塌地維護英國利益」。

### 海豚產卵
1996年，鄔維庸以中華白海豚迴游至長江上游產卵，比喻香港回歸。

## 醫學與其他職位
他於1965年創辦新生精神康復會，任主席超過40年，協助精神病康復者重投社會；他也是私人執業專科醫生協會創會會長。他曾擔任香港醫學會會長（1984年至1988年）香港醫務委員會委員、醫管局董事局成員（1997年至2005年）、香港專家顧問協會主席、康復諮詢委員會主席等職。亦曾擔任香港扶輪社主席。
他同時是香港理工學院和城市理工學院校董。

## 家庭
鄔已婚，妻子伍錦貞，育有二子一女。大兒子鄔揚正為香港威爾斯親王醫院心臟科醫生，2003年曾感染沙士，其後康復，小兒子鄔揚名於上海從商。雖然鄔維庸是親中共的左派中人，但他兒子鄔揚正曾在專訪中，表示其父母「本身比較西化」，而自己十三歲已被父母送到英國入讀名校格拉比公學（Rugby School），在英國合共生活了二十年，才回港當醫生。鄔維庸甚少提及家事，亦鮮有與家人共同公開露面。但他在遺言中特別感謝了妻子的照顧。
鄔的哥哥鄔顯庭是腦外科醫生。鄔顯庭於1968年在公立醫院向病人索取巨款，結果貪污罪成；他也曾擅自向癲癇症病人處方類固醇，被法院裁定失責，醫委會判他停牌一年。然而，沒有迹象顯示鄔維庸與上述的行為有任何關係。
鄔顯庭的妻姐馮閏禪為退休法官李栢儉的妻子，李氏夫婦曾因隱瞞資產騙取綜援及公屋而被判囚11個月，後上訴得直在4個月監禁後被釋放。